# TOM1L1
TOM1L1 (англ. Target of myb1 like 1 membrane trafficking protein) – білок, який кодується однойменним геном, розташованим у людей на короткому плечі 17-ї хромосоми. Довжина поліпептидного ланцюга білка становить 476 амінокислот, а молекулярна маса — 52 989.
| 10         |  | 20         |  | 30         |  | 40         |  | 50         |
| ---------- |  | ---------- |  | ---------- |  | ---------- |  | ---------- |
| MAFGKSHRDP |  | YATSVGHLIE |  | KATFAGVQTE |  | DWGQFMHICD |  | IINTTQDGPK |
| DAVKALKKRI |  | SKNYNHKEIQ |  | LTLSLIDMCV |  | QNCGPSFQSL |  | IVKKEFVKEN |
| LVKLLNPRYN |  | LPLDIQNRIL |  | NFIKTWSQGF |  | PGGVDVSEVK |  | EVYLDLVKKG |
| VQFPPSEAEA |  | ETARQETAQI |  | SSNPPTSVPT |  | APALSSVIAP |  | KNSTVTLVPE |
| QIGKLHSELD |  | MVKMNVRVMS |  | AILMENTPGS |  | ENHEDIELLQ |  | KLYKTGREMQ |
| ERIMDLLVVV |  | ENEDVTVELI |  | QVNEDLNNAI |  | LGYERFTRNQ |  | QRILEQNKNQ |
| KEATNTTSEP |  | SAPSQDLLDL |  | SPSPRMPRAT |  | LGELNTMNNQ |  | LSGLNFSLPS |
| SDVTNNLKPS |  | LHPQMNLLAL |  | ENTEIPPFAQ |  | RTSQNLTSSH |  | AYDNFLEHSN |
| SVFLQPVSLQ |  | TIAAAPSNQS |  | LPPLPSNHPA |  | MTKSDLQPPN |  | YYEVMEFDPL |
| APAVTTEAIY |  | EEIDAHQHKG |  | AQNDGD     |  |            |  |            |

A: Аланін

C: Цистеїн

D: Аспарагінова кислота

E: Глутамінова кислота

F: Фенілаланін

G: Гліцин

H: Гістидин

I: Ізолейцин

K: Лізин

L: Лейцин

M: Метіонін

N: Аспарагін

P: Пролін

Q: Глутамін

R: Аргінін

S: Серин

T: Треонін

V: Валін

W: Триптофан

Кодований геном білок за функцією належить до фосфопротеїнів. 
Задіяний у таких біологічних процесах, як транспорт, транспорт білків, альтернативний сплайсинг. 
Локалізований у цитоплазмі, мембрані, апараті гольджі, ендосомах.